# Ameno
Ameno (em latim: Tira-me/Revela-me) é uma comuna italiana da região do Piemonte, província de Novara, com cerca de 895 habitantes. Estende-se por uma área de 10 km², tendo uma densidade populacional de 90 hab/km². Faz fronteira com Armeno, Bolzano Novarese, Colazza, Invorio, Miasino, Orta San Giulio.

## Demografia
| Variação demográfica do município entre 1861 e 2011                               |
|                                                                                   |
| Fonte: Istituto Nazionale di Statistica (ISTAT) - Elaboração gráfica da Wikipedia |